# Инер тепе
Инер тепе е условно название на няколко групи от погребални могили разположени на североизток от с. Исперихово (Област Пазарджик), формиращи своеобразен некропол.

## Разположение
Некрополът обединява няколко групи от могили с различна големина от едва забележими „подутини“ до вписани в ландшафта монументални насипи с височина на някои от насипите между 10 и 12 m. Погребалните съоръжения са разположени по южните разклонения на Бесапарските възвишения (извисяващи се над долината на р. Стара река) по високите части на продълговатите ридове, но и по върховете на естествени възвишения и широко откритите склонове, с много добра видимост по между си, като някои от могилите впечатляващт с размерите си и имат добра видимост по между си. Некрополът е формиран в продължение на няколко века – от края на Желязната епоха до късната Антична епоха.

## Археологическо проучване
В началото на 1990-те могилите са подложени на иманярска инвазия и през 1994 и 1995 г. са организирани спасителни разкопки от Фондация „Понд“ и НИМ София. Научният екип работещ на терен включва българските археолози Петър Делев, Анелия Божкова и Диляна Ботева.

### Могила №7
Според Делев и Божкова едно от естествените възвишения (условно наречено „Могила №7“), чиято оголена скалиста повърхност сама по себе си сакрализира мястото е съхранила в най-развита форма многообразието от паметници и съоръжения свързани с ритуалите на култа към мъртвите в един продължителен период. „Могила №7“ е локализирана в центъра на самото възвишение, на най-високата му точка. Преди да бъде разкопана, могилата е висока 6 m, а диаметърът ѝ е 30 m. Върхът на могилата е унищожен от иманярски изкоп, когато е започнато археологическото проучване. Археолозите регистрират прокопана шахта с дълбочина от около 5 m. Около „Могила №7“ са разположени три по-малки могили, високи около 2 m. на югозапад, югоизток и северозапад. Като според археолозите това е свидетелство за умишлено планиран комплекс, при който е търсена симетрия и естетика.
Най-ранното погребение под могилата е извършено вероятно още преди насипването ѝ. Археолозите разкриват първичен гроб в самия център на могилата, в естествена цепнатина на материковата скала, където по гръб са били положени две тела (мъжко и женско), разположени плътно едно до друго, с глави обърнати в посока югозапад. Върху останките от скелетите на двете тела са открити предимно предмети от метал – две спираловидни бронзови гривни (сложени на краката на единия от скелетите), две бронзови фибули, три железни ножчета, фрагменти от желязна тока и керамични фрагменти. Непосредствено над гроба е открита едноспирална фибула „тесалийски тип“ и други находки изработени от бронз. На базата на откритите находки археолозите датират погребението от VII-VI век пр. Хр.
Типологическата характеристика и инвентарния комплекс на двойното погребение се вписват в погребалните практики характерни за Родопската област от I хил. пр. Хр. Фибулата от „тесалийски тип“ също е свидетелство за етнокултурната близост с планинския ареал. Черепът на едно от телата е отделен от тялото, което е свидетелство за погребалния ритуал на траките, които „живеят над крепостите“ – според Херодот – тракийският владетел е погребван с най-обичаната измежду жените му, която е умъртвявана на гроба и полагана до съпруга. Относителната хронологическа и географска близост позволява на учените да предположат, че става въпрос за именно такъв аналогичен ритуал.
Издигнатата върху първоначалното погребение могила е била дозасипвана впоследствие – от по-късни епохи датират останки от една клада (керамични фрагменти и силно увредена фибула) и една камбовидна урна. В северозападния сектор на могилата е документиран гроб в правоъгълна яма (датиран от II-III век сл. Хр.), където е установено че погребението е извършено чрез трупоизгаряне на място, а инвентарът е сравнително богат.
В Римската епоха е бил издигнат масивен ограден зид с кръгла форма и диаметър 30 m. (видим и днес). Следи от ритуални действия са открити както зад стените на този своеобразен хероон, така и зад очертанията на оградната стена. Дебелината на зида е 0.80 – 0.85 m. Източният и югоизточният участък на стената са частично разрушени от изкопана в по-ново време траншея (вероятно военно укрепление от Средновековието). Най-добре запазеният сектор от зида е южният, където вътрешната страна е с височина 0.60 m. Градежът до това ниво е от дялани камъни, но в непосредствена близост по протежението на зида се наблюдава и тухлен градеж, а малобройните фрагменти от керемиди свидетелстват, че стената е завършвала с покрив.
В югоизточния участък на стената археолозите разкриват долепено плътно до нея четириъгълно разширение, изградено от дялани камъни с хоросанова спойка. Не е изяснено предназначението на градежа, археолозите предполагат, че може би е служело за олтар или постамент, което е в рамките на много хипотетични реконструкции.
Изграждането на целия ограден зид и прилежащото му съоръжение е отнесено към късната Античност, като от същата епоха са засвидетелствани ритуалните практики във и извън заграденото пространство от зида. Свидетелство за извършваните ритуали са многобройните керамични фрагменти открити от археолозите. Разкритата при проучването на могилата ситуация поставя много въпроси пред учените, чийто отговор все още не е получен. Установено е, че разкритият комплекс е използван цяло едно хилядолетие от обитаващите региона тракийски племена и е свързан с практикуваната култова обредност.
Не може със сигурност да се твърди кога е изграден заграждащият зид и как и кога са се извършвали ритуалните практики извън и вътре в заградения периметър на окоиломогилния теменос. Дали ограденото пространство е било затрупано при последното дозасипване на могилата и дали е свързано с последното погребение извършено на място или се е запълнило по естествен начин вследствие на естествената ерозия на почвата.
Делев и Божкова допускат в рамките на една хипотетична реконструкция, че най-ранни са действията по издълбаването на гробната яма в съществуващия могилен насип, а извършеното погребение, датирано на базата на намерените находки е от II-III век сл. Хр. Твърде смело би било да се предположи, че споменът за положените предци през VII-VI век пр. Хр. се е съхранил през столетията и е бил реактивиран, за да бъде изграден
сакрализиращият околомогилното пространство зид в късната Античност. С погребението от римско време е съвсем правилно да бъдат свързани четирите купа керамични фрагменти открити извън заграждението, чиято интерпретация като тризни е съвсем приемлива. Възможно е разчупването на керамичните съдове да е станало по време на самото погребение или да е било част от поменалните обреди извършени първата една година. В рамките на този времеви период вероятно е извършен градежа на околомогилния зид, след което обредите са били извършвани в ограденото пространство (т.нар. „примогилен теменос“). Така очертаната картина, поразително напомня разказа на Конон, според който, главата на Орфей била погребана под голяма могила, около която била оградена със свещен двор, който действал като хероон известно време, а впоследствие бил превърнат в светилище.

### Могила №7b
Около Могила №7 симетрично са разположени три по-малки могили, като самото им разположение говори за мислен общ ритуален комплекс. Могила №7b е разкопана и проучена през 1994 – 1995 година. В самата могила не са открити находки вследствие на погребение, но в могилния насип са вкопани две погребения чрез трупополагане. При проучването на тази могила е открит зид с квадратна форма, ограждащ околомогилното пространство. Четриъгълното ограждение е ориентирано по четирите посоки на света, като в по-голямата си част изграденият зид е от грубо издялани камъни, но на места се забелязват следи от употребени тухли при градежа.
Според археолозите въпросната сграда е служела за обредно ритуален комплекс във връзка с тракийския бог Херос и култа към мъртвите. Градежът е датиран към късната Античност. Двата проучени сектора на този комплекс – хероонът при Могила №7 и Могила №7b с четириъгълното заграждение имат очевидно много общи черти по между си. Според учените е много вероятно че двата теменоса са били последователно изградени и може би отразяват етапи в развитието на култовия комплекс.

### Могила №8
Могила №8 е най-голямата могила от групата, разположена на север от с. Исперихово и е проучена през 1994 г. Местното население нарича обекта Мантар тепе. Преди разкопките височината на могилата е 12 m, а диаметърът около 60 m. Могилният насип е бил изграден постепенно чрез последователно засипване с пръст различна по структура и цвят, което е регистрирано при археологическото проучване. В централната част на могилата са разкрити четири погребални ями, в които е извършено трупоизгаряне на място. Въз основа на разкритите находки от гробните ями, Могила №8 е датирана във втората половина на I век сл. Хр.

### Могили №1 и №2
Могила №1 е с внушителни размери (височина 10 m. и диаметър 30 m.) и е разположена край пътя от с. Исперихово за с. Ново село. В могилата са извършени две погребения в ями чрез трупоизгаряне. Погребалният инвентар класифицира извършените погребения сред богатите комплекси в Тракия, свързани неизменно с представителите на местната аристокрация.
При Могила №2 – на самия връх на могилата археологическият екип разкрива интересен керамичен комплекс в най-източната част на некропола. В разкрити останки от огнище са разкрити 14 керамични съда, изработени на ръка и на колело. Разкритата керамика е характерна за района на Западните Родопи и е свързана с културата на тракийското племе на Бесите. Присъствието ѝ в светилищни и погребални комплекси е дало основание да се разглежда като „тракийска култова керамика“. Керамичният комплекс от Могила №2 е датиран към IV век пр. Хр. и несъмнено е свързан с погребалните култове практикувани на място.

## Опазване и консервация
Инер тепе е леснодостъпна локация, разположена между селата Исперихово, Ново село и Огняново.
Комплексът не е маркиран с табела. Мястото не се поддържа.